# West Point (Illinois)
West Point is een plaats (village) in de Amerikaanse staat Illinois, en valt bestuurlijk gezien onder Hancock County.

## Demografie
Bij de volkstelling in 2000 werd het aantal inwoners vastgesteld op 195. In 2006 is het aantal inwoners door het United States Census Bureau geschat op 184, een daling van 11 (-5,6%).

## Geografie
Volgens het United States Census Bureau beslaat de plaats een oppervlakte van 0,4 km², geheel bestaande uit land. West Point ligt op ongeveer 204 m boven zeeniveau.

## Plaatsen in de nabije omgeving
De onderstaande figuur toont nabijgelegen plaatsen in een straal van 20 km rond West Point.